# セバスチャン郡 (アーカンソー州)
セバスチャン郡（英: Sebastian County）は、アメリカ合衆国アーカンソー州の西部に位置する郡である。人口は12万7799人（2020年）。郡庁所在地は2つあり、北部はフォートスミスであり、南部はグリーンウッドである。セバスチャン郡は1851年1月6日に州内56番目の郡として設立され、郡名はアーカンソー州選出アメリカ合衆国上院議員を務めたウィリアム・セバスチャンに因んで名付けられた。
セバスチャン郡はオクラホマ州に跨るフォートスミス都市圏の中核となる郡である。

## 地理
アメリカ合衆国国勢調査局に拠れば、郡域全面積は546.04平方マイル (1,414.2 km2)であり、このうち陸地536.24平方マイル (1,388.9 km2)、水域は9.79平方マイル (25.4 km2)で水域率は1.79%である。

### 主要高規格道路
| - 州間高速道路540号線 - アメリカ国道64号線 - アメリカ国道71号線 - アメリカ国道271号線 | - アーカンソー州道10号線 - アーカンソー州道22号線 - アーカンソー州道45号線 - アーカンソー州道59号線 - アーカンソー州道96号線 |

### 隣接する郡
- クロウフォード郡 - 北
- フランクリン郡 - 東
- ローガン郡 - 南東
- スコット郡 - 南
- ルフロア郡 (オクラホマ州) - 南西
- セコイア郡 (オクラホマ州) - 北西

### 国立保護地域
- フォートスミス国立歴史史跡（部分）
- ワシタ国立の森（部分）

## 人口動態

2000人口ピラミッド

以下は2000年国勢調査による人口統計データである。
| 基礎データ - 人口: 115,071人 - 世帯数: 45,300 世帯 - 家族数: 30,713 家族 - 人口密度: 83人/km2（215人/mi2） - 住居数: 49,311軒 - 住居密度: 36軒/km2（92軒/mi2） 人種別人口構成 - 白人: 82.34% - アフリカン・アメリカン: 6.16% - ネイティブ・アメリカン: 1.57% - アジア人: 3.51% - 太平洋諸島系: 0.05% - その他の人種: 3.71% - 混血: 2.67% - ヒスパニック・ラテン系: 6.70% 先祖による人口構成 - アメリカ人: 19.6% - ドイツ系アメリカ人: 12.6% - アイルランド系アメリカ人: 11.0% - イングランド系アメリカ人: 9.0% 言語別人口構成 - スペイン語: 5.49% - ベトナム語: 1.47% - ラーオ語: 0.97% | 年齢別人口構成 - 18歳未満: 26.0% - 18-24歳: 9.2% - 25-44歳: 29.5% - 45-64歳: 22.3% - 65歳以上: 13.0% - 年齢の中央値: 36歳 - 性比（女性100人あたり男性の人口） - 総人口: 95.3 - 18歳以上: 92.1 世帯と家族（対世帯数） - 18歳未満の子供がいる: 32.8% - 結婚・同居している夫婦: 52.4% - 未婚・離婚・死別女性が世帯主: 11.3% - 非家族世帯: 32.2% - 単身世帯: 27.5% - 65歳以上の老人1人暮らし: 10.0% - 平均構成人数 - 世帯: 2.49人 - 家族: 3.04人 収入と家計 - 収入の中央値 - 世帯: 33,889米ドル - 家族: 41,303米ドル - 性別 - 男性: 30,056米ドル - 女性: 22,191米ドル - 人口1人あたり収入: 18,424米ドル - 貧困線以下 - 対人口: 13.6% - 対家族数: 10.4% - 18歳未満: 18.6% - 65歳以上: 10.0% |

## 都市と町
| - フォートスミス - 郡庁所在地 - グリーンウッド - 郡庁所在地 - バーリング - ボナンザ - セントラルシティ - ハケット | - ハートフォード - ハンティントン - ラバカ - マンスフィールド - ミッドランド |

## 郡区
アーカンソー州の郡はさらに郡区に小区分されている。各郡区には未編入領域と、編入済み自治体がある。現代の郡区にはその維持目的が限られたものになっている。アメリカ合衆国国勢調査局は郡区を元に人口を集計している。また系図調査など歴史的な目的には価値がある。1つ以上の郡区に入っている町や都市は統計調査に基づいて扱われる。セバスチャン郡の郡区は下記リストの22区であであり、その中に含まれる町や都市を括弧書きしている。
- バスリトル（グリーンウッドの部分）
- ビッグクリーク（ラバカ）
- ビバリー
- ブルーマー
- センター（グリーンウッドの大半）
- コール（ハケット）
- デイトン
- ダイアモンド（ハンティントン）
- フォートチャフィー UT（バーリングの一部、フォートスミスの一部）
- ハートフォード（ハートフォード）
- アイランド
- ジムフォーク（ミッドランド）
- ロンモリス（フォートスミスの一部）
- マリオン（ボナンザ、フォートスミスの小部分）
- ミシシッピ
- モントサンデルス（セントラルシティ、バーリングの大半）
- プレーリー
- ロジャーズ
- シュガーローフ（マンスフィールドの部分）
- アッパー（フォートスミスの大半）
- ウォッシュバーン
- ホワイトオーク